# Meisterschaft von Zürich 1973
Il Meisterschaft von Zürich 1973, sessantesima edizione della corsa, si svolse il 6 maggio 1973 su un percorso di 254 km. Venne vinto dal belga Andre Dierickx, che terminò in 6h47'20".

## Ordine d'arrivo (Top 10)
| Pos. | Corridore          | Squadra   | Tempo    |
| ---- | ------------------ | --------- | -------- |
| 1    | André Dierickx     | Flandria  | 6h47'20" |
| 2    | Hennie Kuiper      | Rokado    | s.t.     |
| 3    | Lucien De Brauwere | Flandria  | s.t.     |
| 4    | Antoon Houbrechts  | Rokado    | s.t.     |
| 5    | Ludo Delcroix      | Flandria  | a 28"    |
| 6    | Willy De Geest     | Rokado    | a 5'29"  |
| 7    | Georges Pintens    | Rokado    | s.t.     |
| 8    | Roger Gilson       | Rokado    | s.t.     |
| 9    | Hervé Vermeeren    | Hertekamp | s.t.     |
| 10   | Wim Schepers       | Rokado    | s.t.     |